# Accipiter collaris
Lo sparviero dal collare del Sudamerica (Accipiter collaris P.L.Sclater, 1860) è un uccello rapace della famiglia degli Accipitridi.

## Descrizione
È un rapace di piccola taglia, lungo 25–30 cm, con un'apertura alare di 43–53 cm.

## Biologia
Le sue prede sono in prevalenza altri uccelli, tra cui colibrì ed altri passeriformi.

## Distribuzione e habitat
La presenza di Accipiter collaris è segnalata in diverse località sia del versante orientale che di quello occidentale delle Ande, dal Venezuela sud-occidentale, attraverso Colombia e Ecuador, sino alla parte meridionale del Perù.

## Conservazione
La Lista Rossa IUCN classifica Accipiter collaris come specie prossima alla minaccia di estinzione (Near Threatened).